# Ährenlese
Die Ährenlese (englisch Gleanings from the Writings of Baha’u’llah) ist ein Buch, das 166 ausgewählte Textstellen von Baha’u’llah, dem Religionsstifter der Bahai, enthält. Es gilt damit als Übersichtswerk für die Schriften von Baha’u’llah.

## Hintergrund
Es schließt diverse Schriften Baha’u’llahs ein, welche er von 1853 bis 1892 offenbarte. Shoghi Effendi stellte 1935 die charakteristischsten und damals unveröffentlichten Textstellen zusammen und übersetzte sie aus dem Arabischen und Persischen ins Englische. In deutscher Übersetzung wurde die Auswahl 1947 bis 1953 in der Zeitschrift „Sonne der Wahrheit“, 1961 in Buchform veröffentlicht. Die Originaltexte wurden unter dem Titel „Muntakhabati az athar-i-Hadrat-i Baha’u’llah“ veröffentlicht.

## Inhalt
Es enthält Textstellen aus den folgenden Schriften:
- Kitab-i-Aqdas, Kap. 37,56,70,71,72,98,105,155,159,165
- Buch der Gewissheit, Kap. 13,19,22,90,91,125
- Sure an die Könige, Kap. 65,66,113,114,116,118; (vollständig übersetzt in „Anspruch und Verkündigung“)
- Das Sendschreiben an Maqsúd, Kap. 110,112,117,122; (vollständig übersetzt in „Botschaften aus Akka“)
- Das Sendschreiben an Vafá, Kap. 79; (vollständig übersetzt in „Botschaften aus Akka“)
- Sendschreiben über die Welt, Kap. 43; (vollständig übersetzt in „Botschaften aus Akka“)
- Die Tafel vom Karmel, Kap. 11; (s. Bahai-Weltzentrum und Botschaften aus Akka)
- Die Tafel zum Fest Ridvan, Kap. 14;
- Die Tafel an Königin Victoria, Kap. 119; (vollständig übersetzt in „Anspruch und Verkündigung“)
- 2. Tafel an Napoléon III., Kap. 107,158; (vollständig übersetzt in „Anspruch und Verkündigung“)
- Lawh-i-Salmán I, Kap. 21,148,154;
- Die Tafel an Hadí, Kap. 73,83,124;
- Die Tafel an Shaykh Mahmúd, Kap. 89;
- Die Tafel an Nabil-i-Azam, Kap. 139;
- Lawh-i-Ahmad (persisch), Kap. 152,153;
- und weitere (siehe Weblinks „Die Leiden-Liste“)

Einzelheiten zu den zitierten Schriften sind entweder Wikipedia selbst zu entnehmen oder dem Werk von Adib Taherzadeh.